# Dream Within a Dream Tour
A Dream Within a Dream Tour (röviden DWAD Tour) Britney Spears amerikai énekesnő negyedik turnéja. A koncertsorozattal a Britney albumát népszerűsítette. A turné kezdetét 2001 szeptember 21-én jelentették be, majd 2002 februárjában Britney nyilatkozott a turné folytatásáról. A turné koreográfusa Wade Robson volt, a színpad tervezői pedig Steve Cohen and Rob Brenne. A turnéra többnyire a Britney albumról választották ki a dalokat, bizonyítva ezzel az érő személyiségét. Az énekesnő korábbi albumairól a dalokat remixelt formában adta elő, melyeket Wade Robson dolgozott át.
A show 7 szegmensből állt, az utolsó volt a ráadás. Az első szegmensben Britney egy forgó kereken tűnik fel, majd előad egy egyveleget régebbi dalaiból. Ezt követően egy gumikötéllel ugrik le egy repülő műszerről, majd következik a dzsungeles rész. Az utolsó szám előadásakor esőszerűen víz esik a színpadra. A legtöbb előadás során különleges effekteket használnak (konfetti, pirotechnika, lézerfények, mesterséges köd és hó). A turné második szakaszán néhány módosítást végeztek, pár számot átdolgoztak, valamint az énekesnő előadott egy-két korábban nem megjelent dalt, például a "Mistyc Man"-t.
A turné során 43,7 milliós bevételre tettek szert, az összes jegy 97%-os arányban kelt el. Mexikóban, a második koncerten Britney elhagyta a színpadot a hatodik dal után villámlás miatt. A koncertet végül elhalasztották, a közönség erre feldúlt lett. A turnét az HBO élőben közvetítette 2001. november 18-án. 2002 januárjában jelent meg DVD formában "Live From Las Vegas" címmel.

## Dallista
1. "Oops!... I Did It Again" (Rock Version)
2. "(You Drive Me) Crazy"
3. "Overprotected"
4. "Born to Make You Happy" / "Lucky" / "Sometimes"
5. "Boys"
6. "Stronger"
7. "I’m Not a Girl, Not Yet a Woman"
8. "I Love Rock 'n' Roll"
9. "What It's Like To Be Me"
10. "Lonely"
11. "Don’t Let Me Be the Last to Know"
12. "Anticipating"
13. "I’m a Slave 4 U"
14. "…Baby One More Time" (Remix Version)

1. "Oops!... I Did It Again" (Rock Version)
2. "(You Drive Me) Crazy"
3. "Overprotected" (Darkchild Remix)
4. "Born to Make You Happy" / "Lucky" / "Sometimes"
5. "Boys" (The Co-Ed Remix)
6. "Stronger"
7. "Mystic Man" (részleteket tartalmaz a "Gone" (’N Sync) című dalból")
8. "Weakness" 1
9. "You Were My Home" 1
10. "My Love Was Always There" 1
11. "I’m Not a Girl, Not Yet a Woman"
12. "I Love Rock 'n' Roll"
13. "What It's Like To Be Me"
14. "Lonely"
15. "Don’t Let Me Be the Last to Know"
16. "Anticipating"
17. "I’m a Slave 4 U"
18. "…Baby One More Time" (Remix Version)

1 helyettesítik a "Mystic Man"-t néhány alkalommal.